# Ахтила, Эйя-Лииза
Эйя-Лииза Ахтила (фин. Eija-Liisa Ahtila; 1959, Хяменлинна, Финляндия) — современная финская художница.

## Биография
Эйя-Лииза Ахтила изучала кинематографию в Лондонском колледже печати (London College of Printing, UCLA) и в Американском институте кино в Лос-Анджелесе. В 1990 году она получила премию «Молодой художник года» (Young Artist of the Year), Тампере, Финляндия. С тех пор она получила большое количество грантов и наград, включая AVEK — награду за важные достижения в области аудио-визуальной культуры (1997), Edstrand Art Price (1998), грант DAAD (1999), почетное упоминание на 48-й Венецианской биеннале (1999), Премию Винсента Ван Гога в области современного искусства (2000), пятилетний грант от Центрального комитета по культуре (2001), Artes Mundi Prize (2006). Ахтила участвовала в Документе (2002) и 50-й Венецианской биеннале (2005).

## Творчество
Вначале творческой карьеры концептуальное содержание искусства Ахтилы было связано с философией, критикой художественных институций и феминизмом. Объектом исследований были конструкция образа, язык, рассказ и пространство. После 1990 она углубилась в темы личной идентичности и пределов личности и тела по отношению к другим.
Эйя-Лииза Ахтила рассматривает в своем творчестве такие сильные человеческие проявления, как любовь, сексуальность, зависть, гнев, уязвимость и примирение. Она описывает свои работы как «человеческие драмы». Вымышленные истории возникают в результате длительных исследований, наблюдений и опыта. Зрителю предлагается заглянуть внутрь сознания людей, пойманных в моменты психологической неустойчивости. Есть три элемента, которые Ахтила считает основными в своей работе: способ создания образов, способ развития истории, способ демонстрации работы в физическом пространстве. Её интересует то, как кино и видео поглощаются в нашем повседневном мире, многие из её работ используют методы современных средств массовой информации. Для Ахтилы характерны живописная трактовка цвета в фильмах, продуманный подход к демонстрации работ. Некоторые фильмы показываются на нескольких экранах, другие являются частью сложных инсталляций.
Работа «Consolation Service», отмеченная на Венецианской биеннале в 1999 году, рассказывает о молодой финской паре, Анни и J-P, которая решила обнародовать решение развестись. Действие происходит ранней весной в Хельсинки, на фоне замерзшего пейзажа накануне оттаивания. Сопровождаемая голосом соседа пары за кадром, видео представляет три драматических момента истории. Начинается фильм с сессии у психотерапевта, дающего паре совет, как прийти к соглашению об окончании отношений. Далее следует празднование парой дня рождения J-P с их друзьями, которое заканчивается тем, что вся группа тонет в замерзшем озере по дороге на праздничный ужин. Подводный монолог предполагает прошлое и смерть. Фильм завершается «consolation service» — окончательным отказом от отношений. Повествование сочетает документальный реализм и кинематографические приемы, разделен между двумя соседними экранами, позволяя разделить на две части точку зрения на одну сцену и в то же время приглашает нас заглянуть за иллюзию вымысла.
Работа «The Present» состоит из пяти человеческих драм («Underworld», «Ground Control», «The Wind», «The Bridge», «The House»), каждая из которых представляет различный «канал» своеобразного повествования. Отснятый материал основан на детальных интервью, которые Ахтила провела с отдельными женщинами. В ходе бесед участники обсуждали их собственный опыт психологической неустойчивости. В «Underworld», например, женщина прячется под кроватью в страхе. В «The Wind» гнев становится ураганом. Каждая из историй демонстрируется на отдельном мониторе. Процесс эмоционального примирения периодически повторяется, каждая из историй заканчивается одним и тем же коротким текстом: «Сделайте себе подарок, простите себя».
Работы Ахтилы хранятся в Галерее Тейт и Музее современного искусства в Нью-Йорке.
Живёт и работает в Хельсинки.

## Персональные выставки
- 2008: Ретроспектива, Jeu de Paume, Париж; K21, Дюссельдорф
- 2006: Ветер, Музей современного искусства, Нью-Йорк
- 2004: Le cinéma est un tresor, Institut Findlandais, Париж